# Montel Vontavious Porter
Hassan Hamin Assad (geboren als Alvin Burke Jr., Miami, Florida, 28 oktober 1973), beter bekend als Montel Vontavious Porter of kortweg MVP, is een Amerikaans professioneel worstelaar en manager die sinds 2018 actief is in de World Wrestling Entertainment.
MVP is best bekend van zijn tijd bij Total Nonstop Action Wrestling (TNA), dat nu bekend staat als Impact Wrestling, de Japanse worstelorganisatie New Japan Pro Wrestling (NJPW) en verschillende onafhankelijk organisaties zoals Major League Wrestling (MLW) en Ring of Honor (ROH). Bij New Japan is MVP een voormalige en tevens ook de inaugurele IWGP Intercontinental Champion.
Bij zijn tijd in WWE van 2005 tot 2010, is MVP een tweevoudig WWE United States Champion en een voormalige WWE Tag Team Champion met Matt Hardy. Ook heeft hij geworsteld in wedstrijden voor het WWE Championship, het voormalige World Heavyweight Championship en voorts nog voor het WWE Intercontinental Championship. Na zijn terugkeer in 2018, maakte MVP sporadische verschijningen in WWE. Vanaf 2020 werd hij de oprichter van de worstelgroep The Hurt Business (MVP, Bobby Lashley, Cedric Alexander en Shelton Benjamin). Die laatste twee verlieten de groep en MVP werd voornamelijk de manager van Bobby Lashley, waar hij hem hielp hem het WWE Championship te veroveren van o.a. Brock Lesnar.
Montel heeft ook bekendheid gemaakt bij Total Nonstop Action Wrestling (TNA), dat nu bekend staat als Impact Wrestling. MVP heeft voornamelijk in het begin kort een rol vervuld als Director of Wrestling Operations voor het bedrijf. Later richtte hij de worstelgroep The BDC (Beat Down Clan; MVP, Samoa Joe, Kenny King, Low Ki en Bobby Lashley). Die laatste twee verlieten later de groep. MVP had verschillende vetes met o.a. Bully Ray, Eric Young, Drew Galloway en was headliner bij het evenement Lockdown op 9 januari 2015. In TNA heeft MVP geen enkel kampioenschap gewonnen.

## In worstelen
- Finishers
  - Arm trap crossface
  - Drive–By Kick
  - Play of the Day
- Signature moves
  - Malicious Intent (Spinning Capoeira kick)
  - Playmaker (Overdrive)
  - Ballin' Elbow (Running elbow drop, with theatrics)
  - Big boot
  - Dragon screw
  - Facebreaker knee smash
  - Snap overhead belly to belly suplex
- Bijnamen
  - "The Highest Paid Superstar in SmackDown!"
  - "Mr. 305"
  - "MVP"
  - "Franchise Playa"
  - "Half Man, Half Amazing"
  - "The Ballin' Superstar"
  - "Mr. Prime Time"

## Prestaties
- All Pro Wrestling
  - APW Universal Heavyweight Championship (1 keer)
- The Baltimore Sun
  - Most Improved Wrestler of the Year (2007)
- Big League Wrestling
  - BLW World Heavyweight Championship (1 keer)
  - BLW Title Rumble Match (2018)
- CBS Sports
  - Comeback Wrestler of the Year (2020)
- Coastal Championship Wrestling
  - CCW Heavyweight Championship (1 keer)
- DDT Pro-Wrestling
  - Ironman Heavymetalweight Championship (1 keer)
- Future of Wrestling
  - FOW Tag Team Championship (1 keer) – met Punisher
- Imperial Wrestling Revolution
  - IWR Heavyweight Championship (1 keer)
  - IWR Tag Team Championship (1 keer) – met D Money, Marce Lewis, Montego Seeka en Nytronis A'Teo
- New Japan Pro Wrestling
  - IWGP Intercontinental Championship (1 keer, inaugureel)
  - IWGP Intercontinental Championship Tournament (2011)
- Pro Wrestling Illustrated
  - Comeback of the Year (2020)
  - Gerangschikt op nummer 23 van de top 500 singles worstelaars in de PWI 500 in 2008
- Southern Championship Wrestling Florida
  - SCW Florida Heavyweight Championship (1 keer)
- World Class Revolution
  - WCR Heavyweight Championship (3 keer)
- World Wrestling Entertainment
  - WWE United States Championship (2 keer)
  - WWE Tag Team Championship (1 keer) – met Matt Hardy
  - Slammy Award voor Trash Talker of the Year (2020) als The Hurt Business met Lacey Evans
- Wrestling Observer Newsletter
  - Most Improved (2007)
  - Most Underrated (2008)